# Сквер декоративного садівництва
Сквер декорати́вного садівни́цтва — парк-пам'ятка садово-паркового мистецтва місцевого значення. Розташований на території міста Золотоноша Черкаської області, при вулиці Скрипника. 
Площа — 1,92 га, статус отриманий у 1998 році.